# HR 8748
Désignations
HR 8748, également désignée HD 217382, est une possible étoile binaire de la constellation boréale de Céphée. Elle est visible à l'œil nu avec une magnitude apparente de 4,71.
Le système présente une parallaxe annuelle de 8,74 mas telle que mesurée par le satellite Gaia, ce qui permet d'en déduire qu'il est distant d'environ ∼ 373 a.l. (∼ 114 pc) de la Terre. Il s'éloigne du Système solaire à une vitesse radiale héliocentrique de +2,6 km/s. C'est un possible membre du courant des Hyades et sa vitesse particulière est de 9,2 km/s.
HR 8748 a été répertoriée comme une possible binaire spectroscopique, sans période orbitale définie. Sa composante visible est une étoile géante rouge de type spectral K4 III. C'est une variable périodique qui a été identifiée grâce à la photométrie du satellite Hipparcos, avec un cycle de variation qui présente une fréquence de 10,647 2 jours et une amplitude de 0,0041 en magnitude seulement. L'étoile est estimée faire 37 fois le rayon solaire, elle est 318 fois plus lumineuse que le Soleil et sa température de surface est de 4 105 K.